# بيلي كوب
بيلي كوب (بالإنجليزية: Billy Cobb)‏ (29 سبتمبر 1940 في المملكة المتحدة - ) هو لاعب كرة قدم بريطاني في مركز الوسط. لعب مع نادي برينتفورد ونادي بليموث أرجايل ونوتينغهام فورست ولينكولن سيتي أف سي ونادي بوسطن يونايتد.

## وصلات خارجية
- بيلي كوب على موقع قاعدة بيانات كرة القدم.إي يو (الإنجليزية)